# Darren Jackson
Darren Jackson (Edimburgo, 25 luglio 1966) è un ex calciatore scozzese, di ruolo attaccante.

## Palmarès
- Campionato scozzese: 1

Celtic: 1997-1998
- Coppa di Lega scozzese: 1

Celtic: 1997-1998